# Festival du film de Schlingel
Le Festival du film de Schlingel est un festival de cinéma pour enfants, créé en 1996. Il se tient chaque année à Chemnitz en Allemagne.

## Catégories de récompense
- Prix de la Ville de Chemnitz (Award of the City of Chemnitz)

## Palmarès 2017

### Prix de la Ville de Chemnitz
- Le Petit Spirou – Nicolas Bary •  France  Belgique